# Фальковски, Пол
Пол Фальковски (Paul G. Falkowski; род. 4 января 1951, Нью-Йорк) — американский учёный, пионер в области биологической океанографии. Известен своим вкладом в понимание роли океанов в коэволюции жизни и биогеохимических циклах. Доктор философии (1975), заслуженный профессор Ратгерского университета (с 2008) и профессор Университета штата Нью-Йорк в Стоуни-Брук (с 1990), в прошлом научный сотрудник Брукхейвенской национальной лаборатории. Член НАН США (2007).
Лауреат премии Тайлера (2018).

## Биография
Степени бакалавра (1972) и магистра (1973) биологии получил в Городском колледже Нью-Йорка (Городского университета Нью-Йорка). Степень доктора философии по биологии получил в 1975 году в Университете Британской Колумбии (Канада).
В 1975-76 годах постдок в Род-Айлендском университете.
В 1976—1998 годах научный сотрудник Брукхейвенской национальной лаборатории: первые два года ассистент-, затем ещё столько же ассоциированный, с 1984 года по постоянному контракту, в 1987—1991 годах возглавлял подразделение океанографических наук, с 1993 года — с. н. с. В 1998 году перешел со своей исследовательской группой в Рутгерский университет. В 1985 году приглашённый учёный в Японии и в Лондоне.
В 1984, 1985 и 1989 годах приглашённый лектор в Гавайском институте морской биологии, в последнем указанном году — также в UCLA. В 1992 году по приглашению работал в CNRS, а в 2002 году — в Гавайском университете.
В настоящее время: с 1985 года адъюнкт-с. н. с. в Израильском океанографическом и лимнологическом институте (Хайфа); с 1990 года — адъюнкт-профессор Университета штата Нью-Йорк в Стоуни-Брук; с 2005 года содиректор центра морской биотехнологии Ратгерского университета и с 2008 года его заслуженный профессор, с 2006 года директор-основатель Ратгерского института энергии.
Председатель консультативного совета по биологической океанологии НАСА, член рабочей группы Terrestrial Planet Finder.
Научный советник компаний Algenol.
В 2011—2012 гг. Grass Fellow Radcliffe Institute for Advanced Study, в 2016 году работал в Институте перспективных исследований (Принстон).
Член Американской академии искусств и наук (2003) и Нью-Йоркской АН.
В 2010—2013 гг. входил в Управляющий совет НАН США.
Фелло Американского геофизического союза (2001), American Academy of Microbiology (2008), Экологического общества Америки (2012), член Sigma Xi. Также состоит в American Society of Limnology and Oceanography, Американском обществе биологов растений, Phycological Society of America и Oceanography Society.
Член совета обзорных редакторов Science.
Глава секции Faculty of 1000, ассоциированный редактор Global Change Biology (с 1995), Geobiology (journal) и Environmental Microbiology, а в 1995—2006 гг. — Limnology and Oceanography.
Ассоциированный редактор Encyclopedia Oceanography (Elsevier) и Encyclopedia of Biodiversity (Academic Press).
Участник более 45 экспедиций в регионы, включающие субтропическую Атлантику, Антарктику и Чёрное море.
Появлялся на ТВ, в частности, на NHK, French 2, PBS, National Geographic.
Женат, две дочери.
Автор более 300 работ в ведущих рецензируемых журналах. Всего автор более 350 работ, из которых более 200 относятся к области фотобиофизики, и более ста — к области биогеохимических циклов, около десяти посвящены астробиологии.
Его книга «Life’s Engines» (2015, ISBN 9780691155371, 224 pp.) переведена на русский язык под названием «Двигатели жизни. Как бактерии сделали наш мир обитаемым» (ISBN 978-5-496-02035-0).

## Награды и отличия
- Стипендия Гуггенхайма (1992—1993)
- Thomas Byrne Award Университета Британской Колумбии (1997)
- A.G. Huntsman Award for Excellence in the Marine Sciences[англ.] (1998)
- G. Evelyn Hutchinson Award[англ.] (2000)
- Награда совета попечителей Рутгерского университета за отличие в исследованиях (2000)
- Медаль Вернадского Европейского союза наук о Земле (2005)
- Gerald W. Prescott Award, Phycological Society of America[англ.] (2008) — за 2-е изд. своей книги «Aquatic Photosynthesis»
- Roger Revelle Lecture, Ocean Studies Board (2009)
- Médaille commémorative Albert 1er. Prince de Monaco (2010)
- ECI Prize[англ.] (2010)
- Эйнштейновский профессор Китайской АН (2012)
- Премия Тайлера (2018)[3]